# Geinitzinidae
Geinitzinidae es una familia de foraminíferos bentónicos de la superfamilia Geinitzinoidea y del orden Fusulinida. Su rango cronoestratigráfico abarca desde el Frasniense (Devónico superior) hasta el Pérmico superior.

## Discusión
Algunas clasificaciones han incluido Geinitzinidae en la superfamilia Robuloidoidea, del suborden Lagenina y del orden Lagenida.

## Clasificación
Geinitzinidae incluye a los siguientes géneros:
- Frondilina †
- Howchinella †
- Lunucammina †
- Spandelinoides †

Otros géneros considerados en Geinitzinidae son:
- Eonodosaria †, también considerado en la familia Eonodosariidae
- Frondicularia †, considerado normalmente en la familia Nodosariidae
- Frondinodosaria †
- Geinitzella †, sustituido por Geinitzina y aceptado como Lunucammina
- Geinitzina †, aceptado como Lunucammina
- Gerkeina †, considerado normalmente en la familia Ichthyolariidae
- Juferella †
- Kangbaoella, considerado subgénero de Geinitzina, Geinitzina (Kangbaoella)
- Neogeinitzina †, aceptado como Lunucammina
- Pseudotristix †, considerado normalmente en la familia Ichthyolariidae
- Pachyphloides †
- Reitlingeria †
- Sosninella †
- Vervilleina †